# كورنيليوس ك. وايت
كورنيليوس ك. وايت (بالإنجليزية: Cornelius C. White)‏ هو سياسي أمريكي، ولد في 2 مايو 1870 في بيرتراند في الولايات المتحدة، وتوفي في 7 أبريل 1940 في الولايات المتحدة. حزبياً، نشط في الحزب الديمقراطي. وقد انتخب عضو مجلس نواب ولاية ميسوري.